# Моренси (Мичиген)
Моренси (енгл. Morenci) град је у америчкој савезној држави Мичиген. По попису становништва из 2010. у њему је живело 2.220 становника.

## Демографија
Према попису становништва из 2010. у граду је живело 2.220 становника, што је 178 (7,4%) становника мање него 2000. године.
| Група             | 2000.         | 2010.         |
| Белци             | 2.261 (94,3%) | 2.059 (92,7%) |
| Афроамериканци    | 3 (0,1%)      | 22 (1,0%)     |
| Азијати           | 8 (0,3%)      | 7 (0,3%)      |
| Хиспаноамериканци | 84 (3,5%)     | 99 (4,5%)     |
| Укупно            | 2.398         | 2.220         |